# 파이프라인

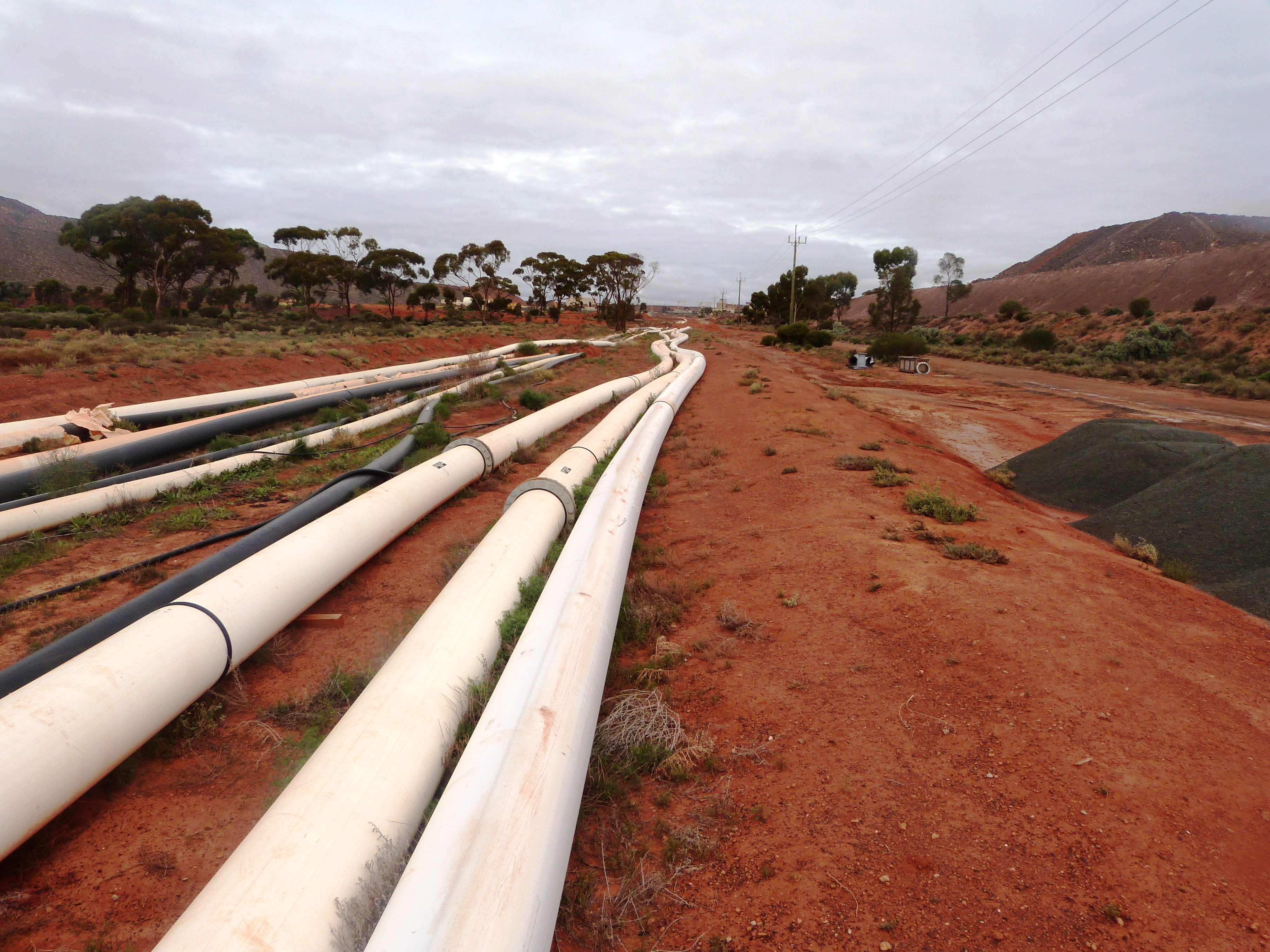
HDPE 파이프라인이 호주 광산 현장에 설치되어 있다.

파이프라인(pipeline)은 액체나 가스를 장거리 수송하는 데 사용되는 파이프 시스템으로, 일반적으로 소비 지역으로 이동시킨다. 2014년 최신 데이터에 따르면 전 세계 120개국에 2,175,000 마일 (3,500,000 km)가 조금 안 되는 길이의 파이프라인이 존재한다. 이 중 미국이 65%, 러시아가 8%, 캐나다가 3%를 차지하여, 전체 파이프라인의 76%가 이 세 나라에 집중되어 있다. 파이프라인으로 인한 오염의 주요 원인은 부식과 누출이다.
파이프라인 및 가스 저널(Pipeline and Gas Journal)의 전 세계 조사 수치에 따르면 118,623 마일 (190,905 km)의 파이프라인이 계획 및 건설 중이다. 이 중 88,976 마일 (143,193 km)는 계획 및 설계 단계의 프로젝트이며, 29,647 마일 (47,712 km)는 건설 중인 파이프라인이다. 액체와 기체는 파이프라인을 통해 운송되며, 화학적으로 안정적인 모든 물질은 파이프라인을 통해 보낼 수 있다.
파이프라인은 원유와 정제된 석유, 연료 (예: 석유, 천연가스, 바이오 연료) 및 기타 유체 (예: 폐수, 슬러리, 물, 맥주, 온수 또는 단거리의 증기)를 운송하는 데 사용되며, 흡입 압력을 생성하여 유용한 작업이나 고체 물체를 운송할 수 있는 공기압 시스템에도 사용된다. 파이프라인은 언덕을 넘거나 증발, 오염, 환경 영향 등의 문제로 운하나 수로가 적합하지 않은 경우 식수나 관개를 위해 장거리로 물을 운송하는 데 유용하다. 석유 파이프라인은 보통 지하에 매설되는 강철 또는 플라스틱 튜브로 만들어진다. 석유는 파이프라인을 따라 설치된 펌프 스테이션에 의해 파이프라인을 통해 이동된다. 천연가스(및 유사한 기체 연료)는 천연가스액체(NGL)로 알려진 액체로 가압된다. 천연가스 파이프라인은 탄소강으로 건설된다. 수소 파이프라인 수송은 파이프를 통한 수소 수송을 의미한다. 파이프라인은 도로 또는 철도 운송에 비해 가장 안전한 운송 수단 중 하나이므로, 전쟁 시에는 종종 군사 공격의 표적이 된다.

## 석유 및 천연가스

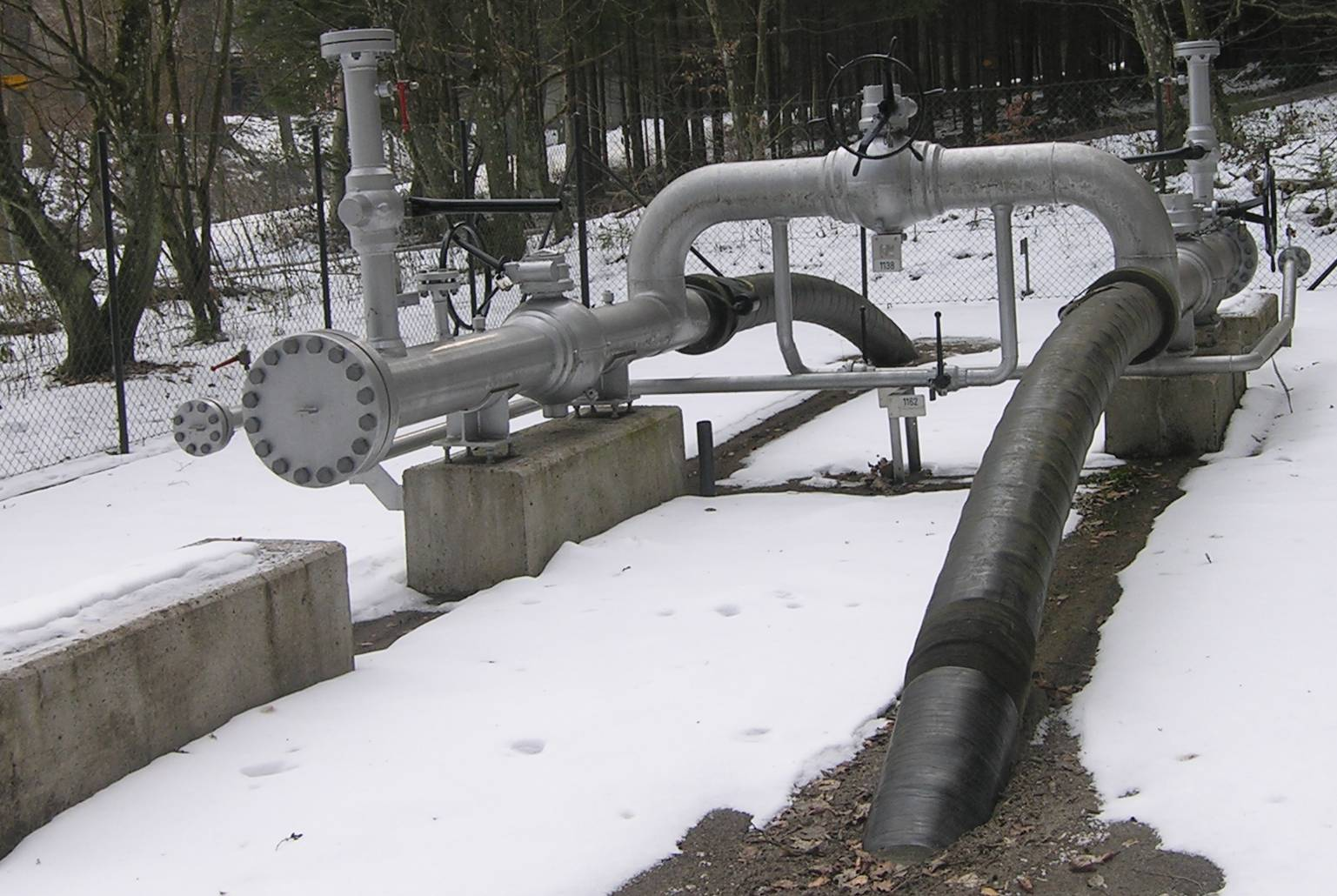
스위스 천연가스 파이프라인에 설치된 "피그" 발사/수신 장치

최초의 원유 파이프라인은 1860년대에 오일 트랜스포트 협회(Oil Transport Association)가 펜실베이니아의 유전에서 오일 크릭의 철도역까지 6-마일 (9.7 km) 길이의 단철 파이프라인을 건설하여 만들어졌다. 최초의 주요 해저 파이프라인 중 일부는 1944년 플루토 작전 기간 동안 영국 해협을 가로질러 건설되었다. 이 파이프라인은 노르망디 상륙 작전부터 제2차 세계 대전 종전까지 서부 전선에서 연합군이 사용한 모든 석유 제품의 약 8%를 공급했다.
파이프라인은 일반적으로 육상에서 대량의 석유, 정제유 또는 천연가스를 운송하는 가장 경제적인 방법이다. 예를 들어, 2014년에 원유 파이프라인 운송 비용은 배럴당 약 5달러였지만, 철도 운송 비용은 배럴당 약 10~15달러였다. 트럭 운송은 추가 인력이 필요하여 훨씬 더 높은 비용이 발생한다. 완성된 파이프라인의 고용은 "트럭 운송 산업의 1%"에 불과하다.
미국에서는 원유 및 석유 제품의 70%가 파이프라인으로 운송된다. (23%는 선박, 4%는 트럭, 3%는 철도) 캐나다에서는 천연가스와 석유 제품의 97%가 파이프라인으로 운송된다.
천연가스(및 유사한 기체 연료)는 천연가스액체(NGL)로 알려진 액체로 약하게 가압된다. 소규모 NGL 처리 시설은 유전에 위치하여 125 파운드 매 제곱인치 (860 kPa)의 낮은 압력으로 부탄과 프로판 액체를 철도, 트럭 또는 파이프라인으로 운송할 수 있다. 프로판은 유전에서 석유 시추업자들이 사용하는 다양한 시설이나 유전 지역에서 사용되는 장비 및 트럭을 가열하는 연료로 사용될 수 있다. 예를 들어, 프로판은 온도에 따라 약 100psi의 낮은 압력에서 기체에서 액체로 변환되며, 소매 주유소에서는 125 psi (860 kPa) 미만의 압력으로 자동차 및 트럭에 주입된다. 파이프라인 및 철도 차량은 약 2배의 압력인 250 psi (1,700 kPa)으로 펌핑한다.

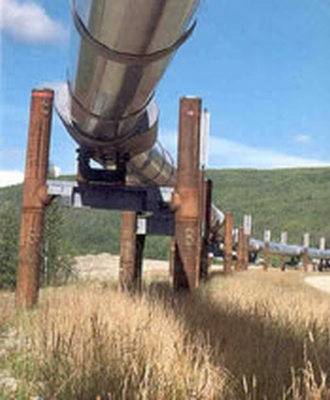
트랜스 알래스카 송유관 시스템의 고가 구간

수천 개의 천연가스 처리 공장이 유전 또는 그 근처에 위치해 있어 시장으로 프로판을 운송하는 거리가 훨씬 짧다. 노스다코타, 몬태나, 매니토바주 및 서스캐처원의 많은 바켄 층 유전 회사들은 현장에서 NGL을 분리하여 시추업자들이 프로판을 소규모 도매업자에게 직접 판매할 수 있도록 함으로써, 대규모 정유 공장의 제품 및 프로판 또는 부탄 가격 통제를 없애고 있다.
북미에서 가장 최근에 가동을 시작한 주요 파이프라인은 나이아가라 지역 교량을 가로질러 북쪽으로 가는 트랜스캐나다 천연가스 라인이다. 이 가스 라인은 펜실베이니아의 마르셀루스 셰일 가스와 연결된 다른 메탄 또는 천연가스 공급원을 캐나다 온타리오주로 운송한다. 이 파이프라인은 2012년 가을부터 가동을 시작하여 온타리오에서 사용되는 천연가스 전체의 16%를 공급하고 있다.

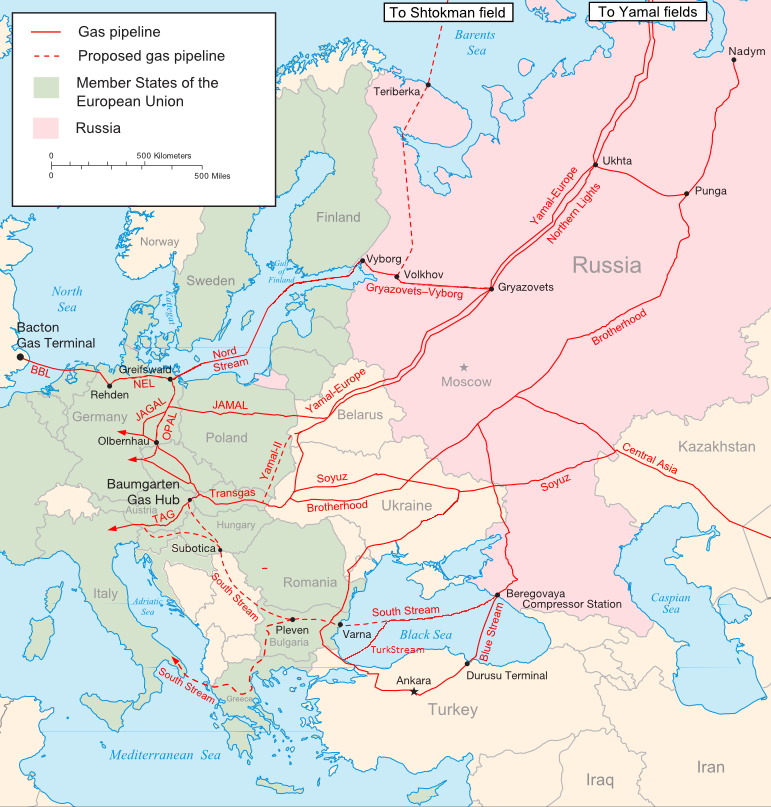
2009년 주요 러시아-유럽 가스 파이프라인. 일부 파이프라인의 공급은 2022년 러시아의 우크라이나 침공을 포함한 2022년 러시아-유럽 연합 가스 분쟁으로 중단되거나 논란이 되었다.

이 새로운 미국 공급 천연가스는 이전에 캐나다 서부 앨버타와 매니토바에서 온타리오로 운송되던 천연가스를 대체하며, 가스원과 소비자 간의 거리가 현저히 짧아져 정부 규제 파이프라인 운송 요금을 낮추고 있다. 지연 및 미국 정부 규제를 피하기 위해 노스다코타의 많은 소규모, 중규모 및 대규모 석유 생산자들은 캐나다 서부에서 동부로 석유를 운송하는 캐나다 석유 파이프라인과 연결하기 위해 북쪽으로 석유 파이프라인을 건설하기로 결정했다. 이는 바켄 분지 및 쓰리 포크스 석유 생산자들이 미국 내 단일 도매 시장에 국한되지 않으므로 석유에 대해 더 높은 협상 가격을 받을 수 있도록 한다. 노스다코타 최대 유전 지역인 윌리스턴에서 캐나다-미국 국경 및 매니토바주까지의 거리는 약 85마일(137킬로미터)에 불과하다. 상호 펀드와 합작투자는 신규 석유 및 가스 파이프라인에 대한 가장 큰 투자자이다. 2012년 가을, 미국은 유럽으로 프로페인을 수출하기 시작했으며, 이는 LPG로 알려져 있는데, 유럽의 도매 가격이 북미보다 훨씬 높기 때문이다. 또한, 현재 노스다코타에서 일리노이까지 다코타 접근 파이프라인으로 일반적으로 알려진 파이프라인이 건설 중이다.
북미 지역에 더 많은 파이프라인이 건설됨에 따라 LNG, 프로판, 부탄 및 기타 천연가스 제품의 수출이 미국 3개 해안에서 더욱 활발해질 것이다. 예를 들어, 노스다코타 바켄 지역의 석유 생산량은 2007년부터 2015년까지 600% 증가했다. 노스다코타 석유 회사들은 유조선 철도 차량으로 막대한 양의 석유를 운송하고 있는데, 이는 가장 좋은 가격을 제공하는 시장으로 석유를 직접 보낼 수 있으며, 철도 차량을 사용하여 혼잡한 송유관을 피하고 다른 파이프라인으로 석유를 더 빠르게 또는 덜 붐비는 다른 정유소로 운송할 수 있기 때문이다. 그러나 파이프라인은 부피당 더 저렴한 운송 수단을 제공한다.
캐나다의 엔브리지는 동-서 방향으로 가는 송유관(라인 9)을 역방향으로 전환하고 확장하여 서부 캐나다의 비투멘 석유를 동쪽으로 운송하는 것을 신청하고 있다. 현재 하루 25만 배럴 상당의 파이프라인에서 하루 100만~130만 배럴로 확장될 예정이다. 이는 2014년 초까지 온타리오, 미시간, 오하이오, 펜실베이니아, 퀘벡, 뉴욕의 정유 공장으로 서부 석유를 운송할 것이다. 뉴브런즈윅 또한 이 서부 캐나다 원유의 일부를 정제하고, 심해 석유 ULCC 선적항에서 일부 원유 및 정제유를 유럽으로 수출할 것이다.
해저에도 파이프라인을 건설할 수 있지만, 이 과정은 경제적, 기술적으로 어려우므로 해상 석유의 대부분은 탱커 선박으로 운송된다. 마찬가지로, 천연가스를 LNG 형태로 운송하는 것이 종종 더 경제적이지만, LNG와 파이프라인 간의 손익분기점은 천연가스의 부피와 운송 거리에 따라 달라진다.

### 시장 성장

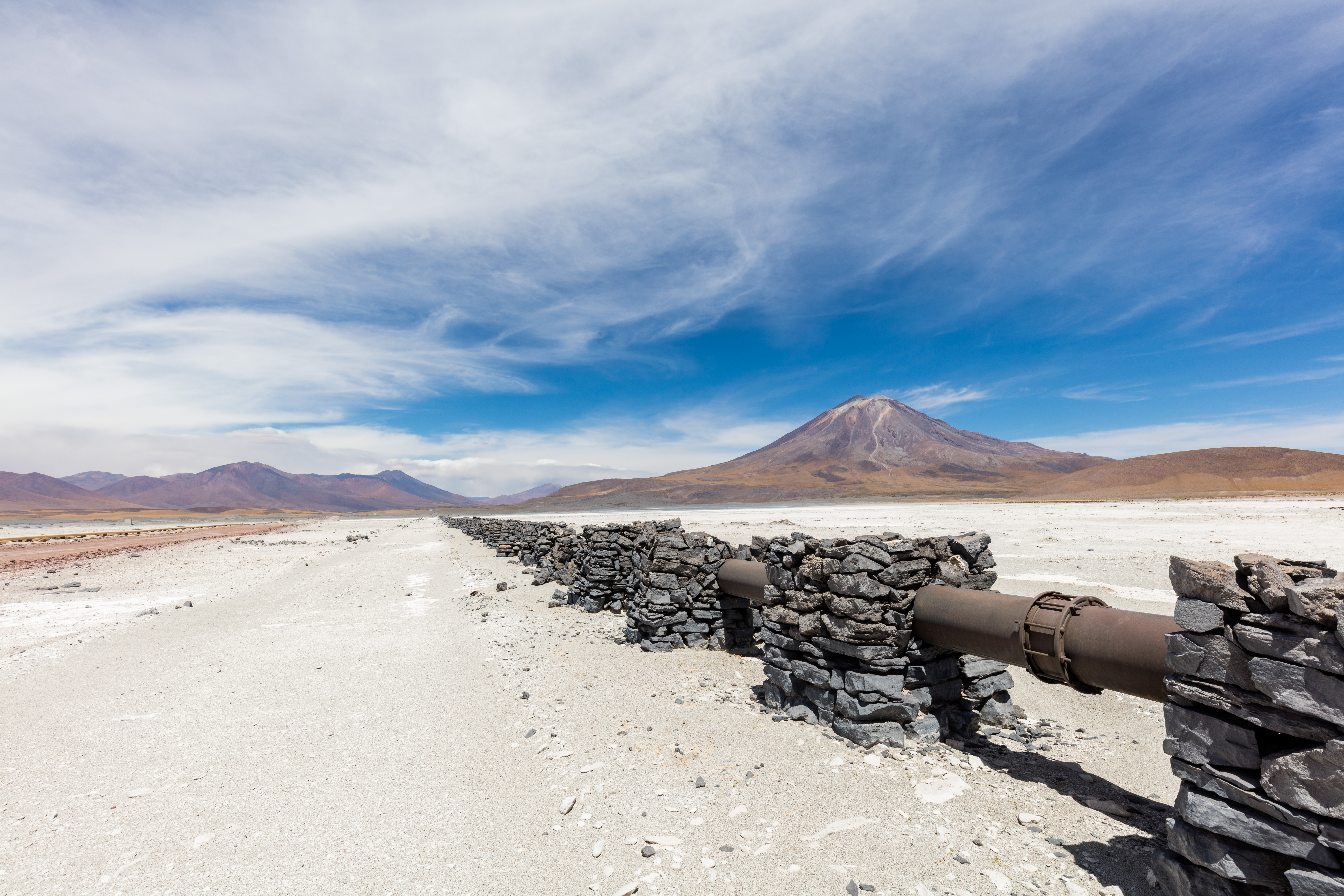
칠레 안토파가스타 건조 지역의 가스 파이프

석유 및 가스 파이프라인 건설 시장 규모는 2008년 경제 침체 이전까지 엄청난 성장을 경험했다. 2009년 잠시 주춤한 후, 에너지 생산이 증가하면서 다음 해에는 파이프라인 확장 및 업데이트 수요가 증가했다. 2012년까지 북미 지역에서 약 32,000마일(51500km)의 파이프라인이 계획 중이거나 건설 중이었다. 파이프라인이 제약을 받을 경우, 추가적인 파이프라인 제품 운송 옵션에는 저항 감소제 사용 또는 트럭이나 철도를 통한 제품 운송이 포함될 수 있다.

### 건설 및 운영
송유관은 일반적으로 내경이 4 to 48 인치 (100 to 1,220 mm)인 강철 또는 플라스틱 튜브로 만들어진다. 대부분의 파이프라인은 일반적으로 약 3 to 6 피트 (0.91 to 1.83 m) 깊이에 매설된다. 파이프를 충격, 마모 및 부식으로부터 보호하기 위해 다양한 방법이 사용된다. 여기에는 목재 래깅 (목재 판자), 콘크리트 코팅, 록실드, 고밀도 폴리에틸렌, 수입 모래 패딩, 희생 양극 및 패딩 기계가 포함될 수 있다.
원유에는 다양한 양의 파라핀이 포함되어 있으며, 추운 기후에서는 파이프라인 내부에 왁스 축적이 발생할 수 있다. 종종 이러한 파이프라인은 "피그"로 알려진 장치를 사용하여 파이프라인에 대한 다양한 유지 보수 작업을 수행하는 피깅(pigging)을 통해 검사 및 청소된다. 이 장치는 "스크래퍼" 또는 "고데빌"로도 알려져 있다. "스마트 피그" (또는 "지능형" 또는 "지능" 피그)는 찌그러짐, 부식으로 인한 금속 손실, 균열 또는 기타 기계적 손상과 같은 파이프의 이상을 감지하는 데 사용된다. 이 장치는 피그 발사대에서 발사되어 파이프라인을 통해 이동하여 하류의 다른 스테이션에서 수신되며, 라인 내부에 축적되었을 수 있는 왁스 침전물 및 물질을 청소하거나 라인 상태를 검사하고 기록한다.
천연가스의 경우, 파이프라인은 탄소강으로 건설되며 파이프라인 유형에 따라 직경이 2 to 60 인치 (51 to 1,524 mm)까지 다양하다. 가스는 압축기 스테이션에 의해 가압되며, 규제 당국이 요구하는 경우 메르캅탄 냄새 제거제와 혼합되지 않는 한 무취이다.

## 암모니아

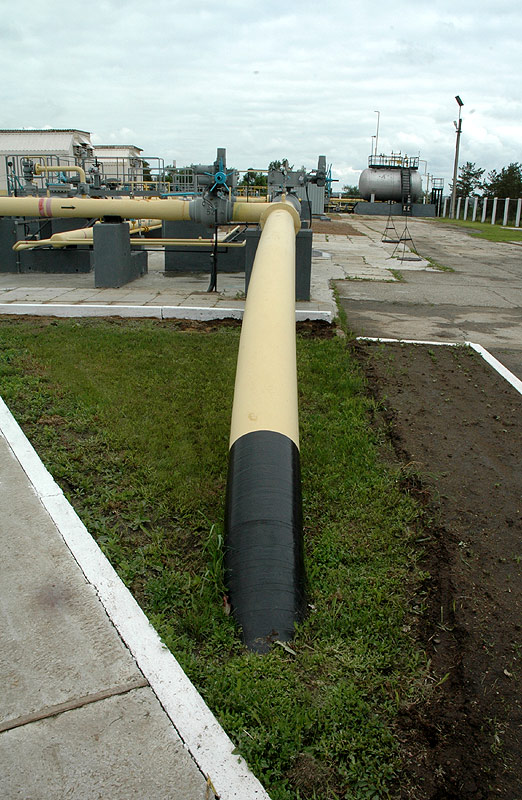
러시아에서 우크라이나까지 이어지는 세계에서 가장 긴 암모니아 파이프라인

러시아의 우크라이나 침공으로 손상될 때까지, 러시아–우크라이나 트랜스암모니아 라인은 2,500 km로 세계에서 가장 긴 암모니아 파이프라인이었다. 이 파이프라인은 러시아의 톨리야티아조 시설과 우크라이나 흑해 항구인 오데사를 연결했다.

## 알코올 연료
파이프라인은 브라질에서 에탄올 운송에 사용되었으며, 브라질과 미국에는 여러 에탄올 파이프라인 프로젝트가 있다. 에탄올 파이프라인 운송과 관련된 주요 문제점은 부식성이 강하고 파이프라인에서 물과 불순물을 흡수하는 경향이 있다는 것인데, 이는 석유 및 천연가스에는 없는 문제점이다. 불충분한 물량과 비용 효율성도 에탄올 파이프라인 건설을 제한하는 다른 고려 사항이다.
미국에서는 최소량의 에탄올이 파이프라인으로 운송된다. 대부분의 에탄올은 철도로 운송되며, 주요 대안은 트럭과 바지선이다. 에탄올을 파이프라인으로 운송하는 것이 가장 바람직한 옵션이지만, 에탄올의 물에 대한 친화성과 용매 특성으로 인해 전용 파이프라인을 사용하거나 기존 파이프라인의 상당한 청소가 필요하다.

## 석탄 및 광석
슬러리 파이프라인은 때때로 탄광이나 광산에서 석탄이나 광석을 운송하는 데 사용된다. 운송될 물질은 파이프라인에 주입하기 전에 물과 밀접하게 혼합되며, 끝 지점에서는 물질을 건조시켜야 한다. 한 가지 예로는 브라질에서 미나스-히우 광산(연간 2,650만 톤 생산)에서 아쑤 항구까지 철광석을 운송하기 위해 계획된 525-킬로미터 (326 mi) 슬러리 파이프라인이 있다. 기존 사례로는 호주 태즈메이니아주의 85-킬로미터 (53 mi) 새비지 리버 슬러리 파이프라인이 있는데, 이는 1967년 건설 당시 세계 최초의 슬러리 파이프라인이었을 가능성이 있다. 이 파이프라인에는 새비지 강 위 167 미터 (548 ft) 높이에 366-미터 (1,201 ft) 길이의 교량이 포함되어 있다.

## 수소
수소 파이프라인 수송은 수소 기반시설의 일부로 파이프를 통한 수소 수송을 의미한다. 수소 파이프라인 수송은 수소 생산 지점 또는 수소 공급 지점을 수요 지점과 연결하는 데 사용되며, 운송 비용은 CNG와 유사하며, 기술은 입증되었다. 대부분의 수소는 수요처에서 생산되며, 50 to 100 마일 (80 to 161 km)마다 산업 생산 시설이 있다. 1938년 라인-루르 240-킬로미터 (150 mi) 수소 파이프라인은 여전히 작동 중이다. 2004년 기준 기준으로 미국에 900 마일 (1,400 km), 유럽에 930 마일 (1,500 km)의 저압 수소 파이프라인이 있다.

## 물

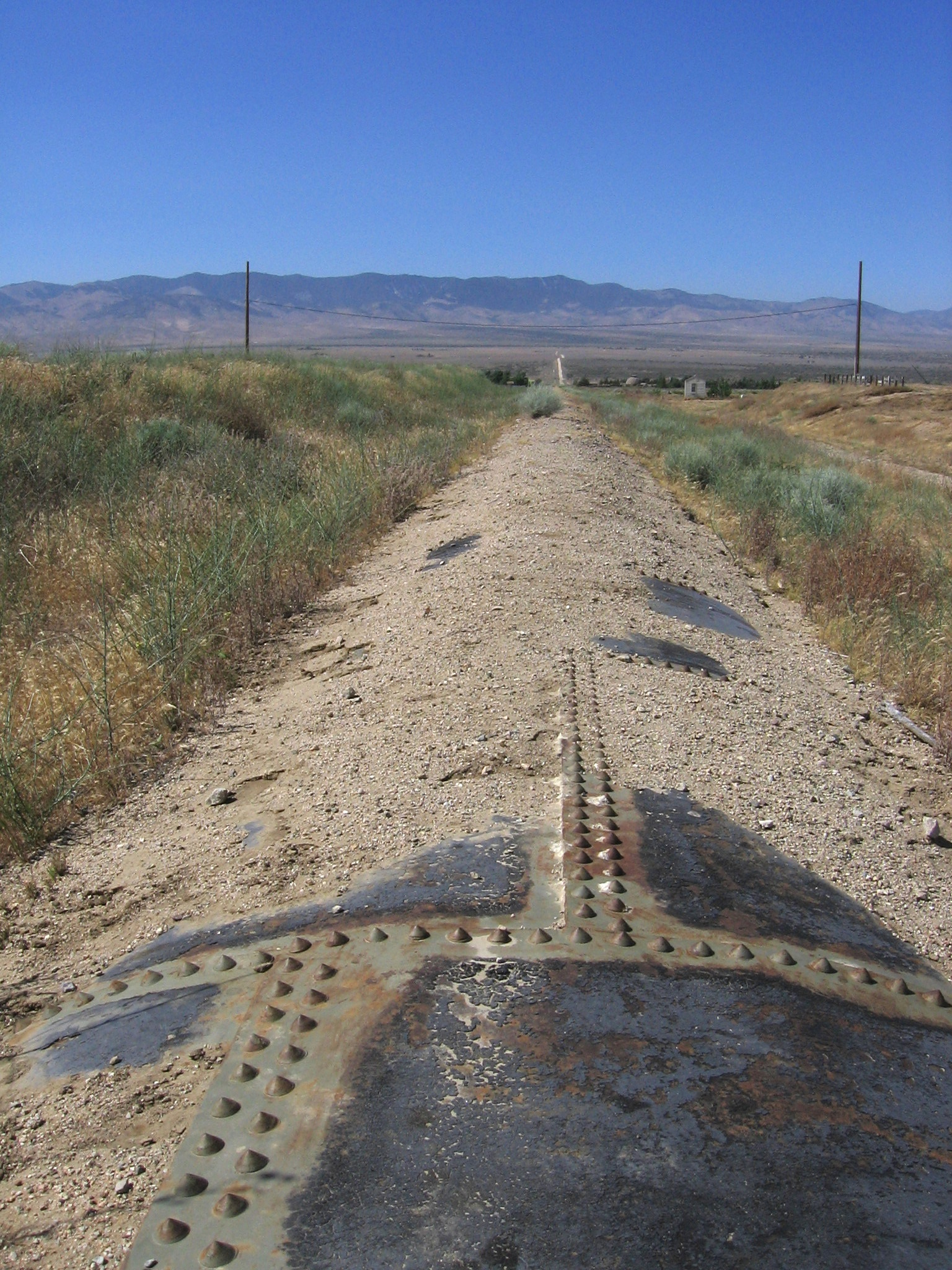
앤틸로프 밸리에 있는 로스앤젤레스 수도교

2천 년 전, 고대 로마인들은 거대한 수도교를 활용하여 더 높은 지대에서 중력이 물을 밀어 목적지에 도달하도록 경사면을 따라 수도교를 건설하여 물을 운반했다. 이러한 수도교 수백 개가 유럽 및 기타 지역에 건설되었으며, 방앗간과 함께 로마 제국의 생명줄로 여겨졌다. 고대 중국인들도 공공 사업에 수로 및 파이프 시스템을 사용했다. 유명한 한나라 궁정 환관 장양 (서기 189년 사망)은 한때 기술자 비란에게 수도 뤄양 외곽에 일련의 사각 팔레트 체인 펌프를 건설하도록 명령했다. 이 체인 펌프는 체인 펌프가 들어 올린 물이 석기 파이프 시스템을 통해 유입되면서 황궁과 수도의 주거 지역에 물을 공급했다.
파이프라인은 언덕을 넘어야 하거나 증발, 오염 또는 환경 영향 문제로 운하나 수로가 부적합한 경우 식수나 관개를 위해 장거리로 물을 운송하는 데 유용하다.
530 km (330 mi) 길이의 웨스턴오스트레일리아주의 골드필즈 물 공급 계획은 750mm (30인치) 파이프를 사용했으며 1903년 완공 당시 최대 규모의 물 공급 계획이었다.
사우스오스트레일리아주의 중요한 물 파이프라인의 예로는 모건-와이알라 파이프라인 (1944년 완공)과 맨넘-애들레이드 파이프라인 (1955년 완공)이 있으며, 둘 다 더 큰 스노위 마운틴 계획의 일부이다.
로스앤젤레스, 캘리포니아의 두 수도교인 오언스 밸리 수도교 (1913년 완공)와 제2 로스앤젤레스 수도교 (1970년 완공)는 파이프라인을 광범위하게 사용한다.
리비아의 위대한 인공 강은 매일 3,680,000 세제곱미터 (4,810,000 cu yd)의 물을 트리폴리, 벵가지, 시르테 및 리비아의 여러 다른 도시에 공급한다. 이 파이프라인은 길이가 2,800 킬로미터 (1,700 mi)가 넘고, 지하 500 미터 (1,600 ft) 이상 깊이의 대수층에 연결되어 있다.

## 기타 시스템

### 지역 난방

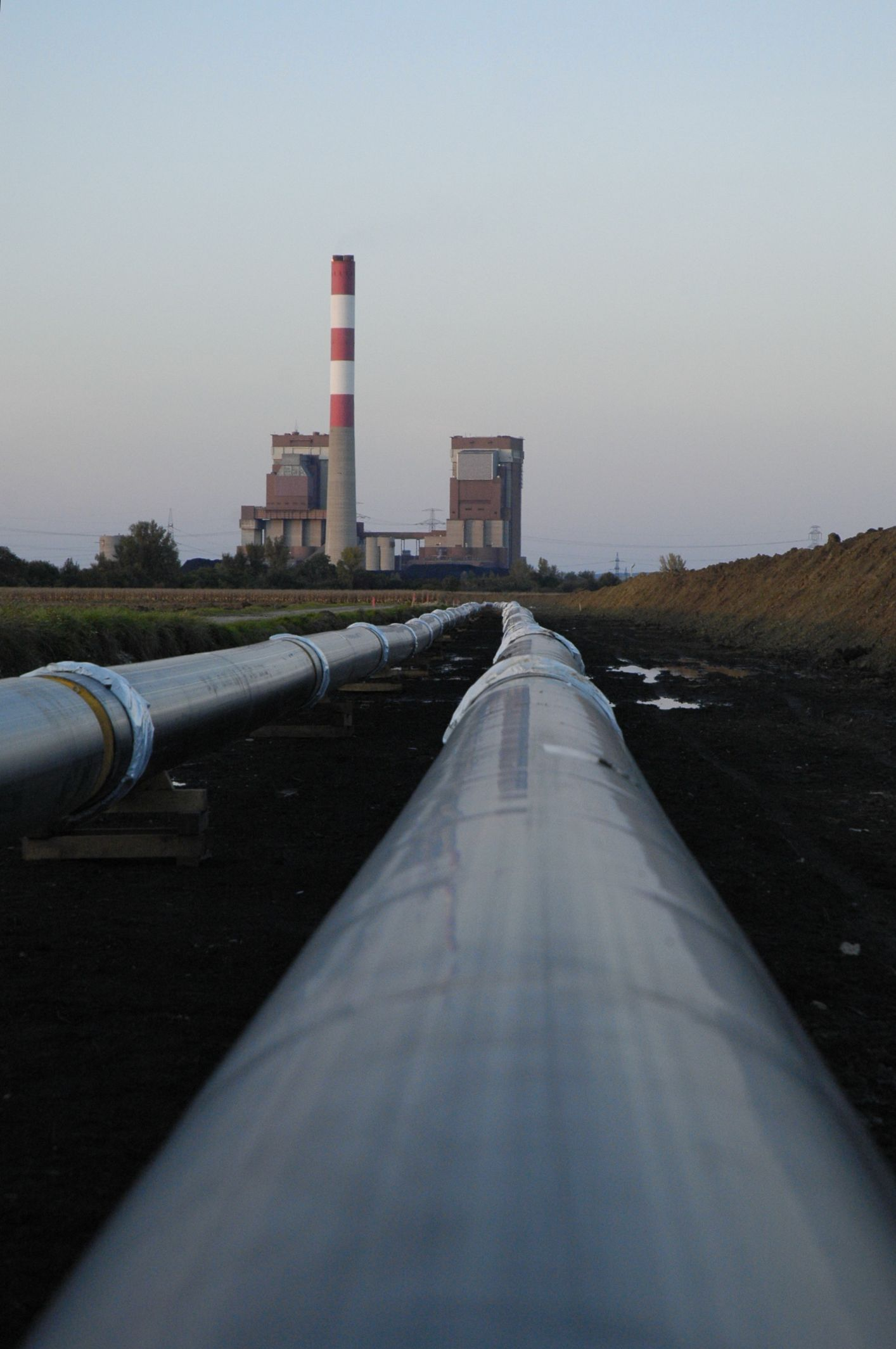
오스트리아의 지역 난방 파이프라인, 길이 31km

지역 난방 또는 원격 난방 시스템은 단열된 공급 및 회수 파이프의 네트워크로 구성되며, 이는 가열된 물, 가압 온수 또는 때로는 증기를 소비자에게 운반한다. 증기는 가장 뜨거우며 고온으로 인해 산업 공정에서 사용될 수 있지만, 열 손실이 커서 생산 및 운반 효율성이 떨어진다. 열 전달 오일은 일반적으로 경제적 및 생태적 이유로 사용되지 않는다. 노르웨이의 지역 난방 네트워크에서 볼 수 있듯이, 유통 과정에서 발생하는 연간 열 에너지 손실은 약 10%이다.
지역 난방 파이프라인은 일반적으로 지하에 설치되지만, 일부 예외도 있다. 시스템 내에는 피크 부하 수요를 완화하기 위해 열 저장 장치가 설치될 수 있다. 열은 두 시스템의 유체가 혼합되지 않고 열 변전소의 열 교환기를 통해 주거지의 중앙 난방으로 전달된다.

### 맥주

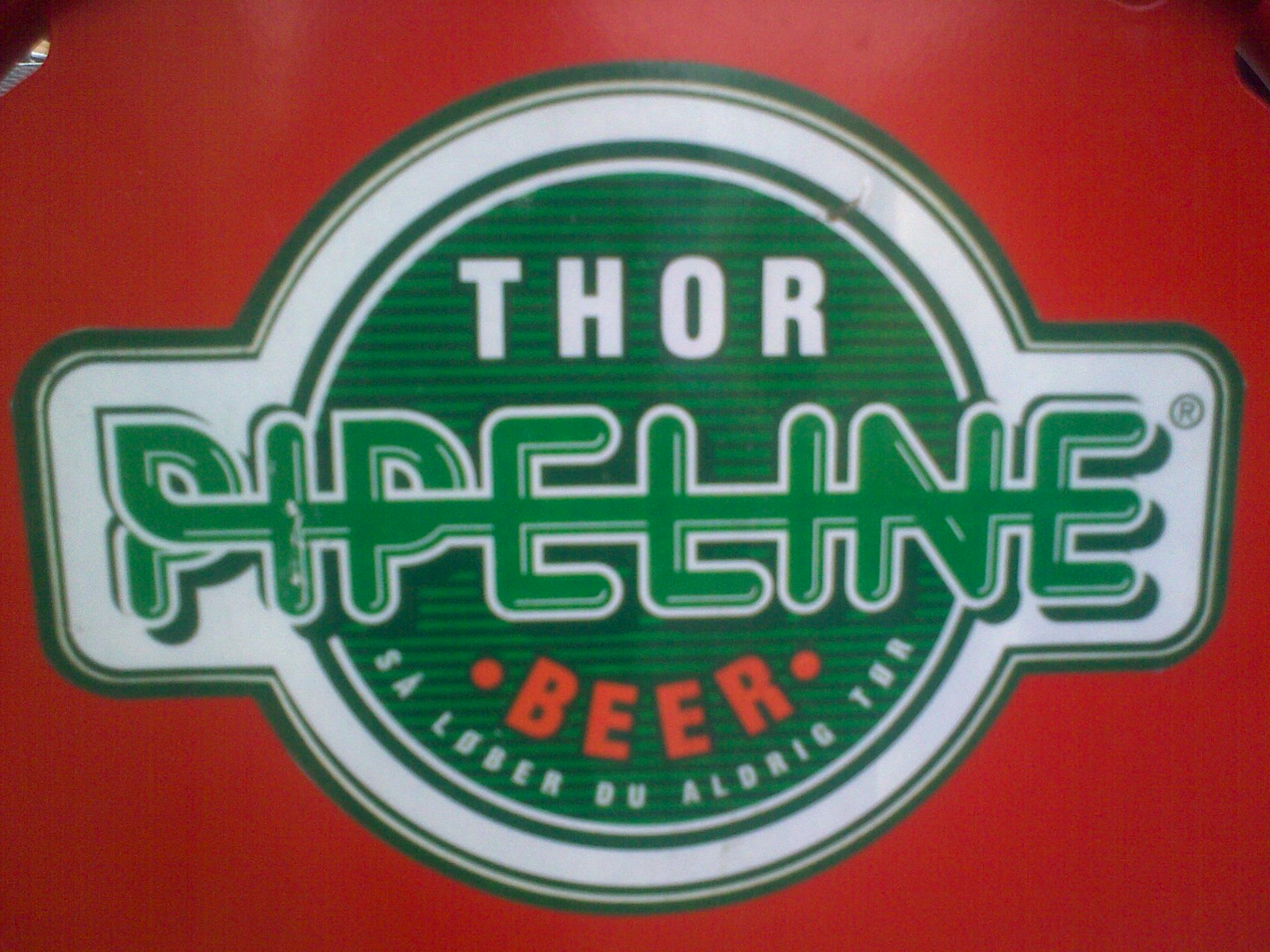
덴마크 라네르스에 있는 토르 파이프라인

독일 겔젠키르헨의 주요 축구 경기장인 펠틴스 아레나의 바(Bar)들은 5-킬로미터 (3.1 mi) 길이의 맥주 파이프라인으로 연결되어 있다. 덴마크 라네르스시에서는 토르 맥주 파이프라인이라고 불리는 시스템이 운영되었다. 원래는 양조장에서 직접 구리 파이프가 연결되어 있었지만, 1990년대에 양조장이 시내에서 이전하면서 토르 맥주는 이를 거대한 탱크로 교체했다.
2016년 9월 브뤼허, 벨기에에서 3킬로미터 길이의 맥주 파이프라인이 완성되어 시내 도로의 트럭 통행량을 줄였다.

### 염수
오스트리아의 할슈타트 마을은 오랜 소금 채굴 역사로 유명하며, 1595년으로 거슬러 올라가는 "세계에서 가장 오래된 산업 파이프라인"을 보유하고 있다고 주장한다. 이 파이프라인은 13,000개의 속을 파낸 나무줄기로 건설되어 할슈타트에서 에벤제까지 40 킬로미터 (25 mi)의 염수를 운송했다.

### 공기압 수송

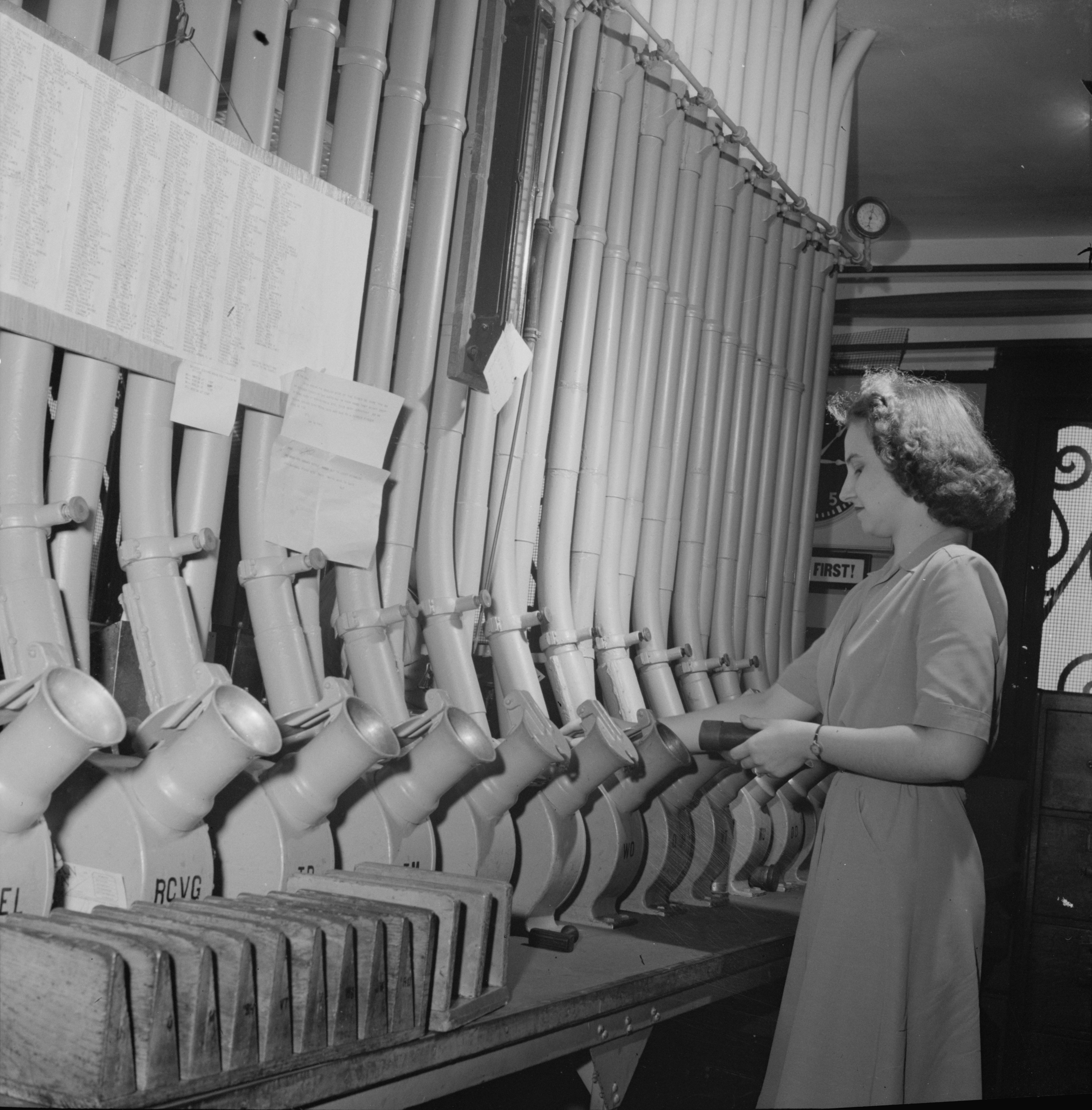
1943년 워싱턴 D.C.의 공기압 튜브 시스템

액체를 운반하는 대신, 공기압 튜브는 일반적으로 실린더형 용기에 고체를 압축 공기 또는 부분 진공으로 운반하는 데 사용된다. 19세기 후반과 20세기 초반에 가장 인기가 있었으며, 건물 내에서 작은 고체 물체(예: 사무실의 문서 또는 은행의 돈)를 운반하는 데 사용되었다. 21세기에는 정보 운반을 위한 디지털 솔루션으로 대부분 대체되었지만, 지역 환경에서 편의성과 속도가 중요한 경우에는 여전히 사용된다. 예를 들어, 병원에서는 약품과 검체를 운반하는 데 사용한다.

## 해양 파이프라인
어떤 지역에서는 파이프라인이 작은 바다, 해협, 강과 같은 넓은 수역을 건너야 할 수 있다. 많은 경우, 이 파이프라인은 전적으로 해저에 놓여 있다. 이러한 파이프라인을 "해양" 파이프라인(또는 "해저" 또는 "해양" 파이프라인)이라고 부른다. 주로 석유나 가스를 운반하는 데 사용되지만, 물의 운송도 중요하다. 해양 프로젝트에서는 "플로우라인"과 파이프라인을 구분한다. 전자는 특정 개발 유전 내에서 해저 유정, 매니폴드 및 플랫폼을 연결하는 데 사용되는 유전 내 파이프라인을 의미한다. 후자는 때때로 "수출 파이프라인"이라고 불리며 자원을 해안으로 가져오는 데 사용된다. 해양 파이프라인의 건설 및 유지는 주로 파도와 조류 역학, 기타 지질 재해로 인해 육상 파이프라인과는 다른 물류적 과제를 수반한다.

## 기능

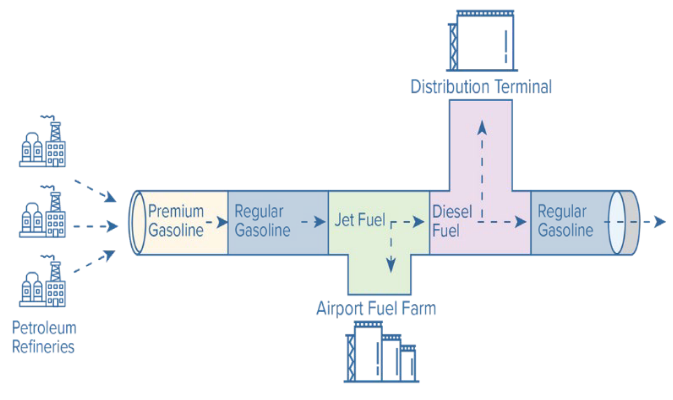
정제된 석유 제품 파이프라인은 주입 후 몇 시간 또는 며칠 후에 소비자에 도달하면서 여러 제품을 동시에 배치 방식으로 운반할 수 있다.

일반적으로 파이프라인은 목적에 따라 세 가지 범주로 분류할 수 있다.
집유 파이프라인여러 인근 유정에서 처리 공장이나 처리 시설로 원유 또는 천연가스를 운송하는 복잡한 네트워크를 형성하는 소규모 상호 연결된 파이프라인 그룹. 이 그룹의 파이프라인은 일반적으로 길이가 수백 미터로 짧고 직경이 작다. 심해 생산 플랫폼에서 제품을 수집하는 해저 파이프라인도 집유 시스템으로 간주된다.
운송 파이프라인주로 대구경의 긴 파이프로, 도시, 국가, 심지어 대륙 간에 제품(석유, 가스, 정제 제품)을 운송한다. 이러한 운송 네트워크에는 가스 라인에는 여러 압축기 스테이션이, 원유 및 다중 제품 파이프라인에는 펌프 스테이션이 포함된다.
배급 파이프라인소구경의 상호 연결된 여러 파이프라인으로 구성되며, 최종 소비자에게 제품을 운송하는 데 사용된다. 가정 및 기업에 가스를 배급하는 공급 라인. 터미널에서 탱크 및 저장 시설로 제품을 배급하는 파이프라인이 이 그룹에 포함된다.

## 개발 및 계획
파이프라인이 건설될 때, 건설 프로젝트는 파이프라인을 깔고 펌프/압축기 스테이션을 건설하는 토목공학 작업뿐만 아니라 원격 작업을 지원하는 현장 장치 설치와 관련된 모든 작업을 포함해야 한다.
파이프라인은 "통행권"으로 알려진 경로를 따라 건설된다. 파이프라인은 일반적으로 다음 단계를 거쳐 개발 및 건설된다.
1. 시장 관심도 파악을 위한 공개 입찰: 잠재 고객은 새로운 파이프라인의 용량 권리 일부를 계약할 기회를 얻는다.
2. 수용권을 포함한 경로(통행권) 선정
3. 파이프라인 설계: 파이프라인 프로젝트는 새로운 파이프라인 건설, 기존 파이프라인의 연료 유형 전환, 현재 파이프라인 경로의 시설 개선 등 여러 가지 형태를 취할 수 있다.
4. 승인 획득: 설계가 확정되고 첫 파이프라인 고객이 용량 지분을 구매하면, 프로젝트는 관련 규제 기관의 승인을 받아야 한다.
5. 경로 측량
6. 경로 정리
7. 트렌칭 – 주 경로 및 교차로(도로, 철도, 기타 파이프 등)
8. 파이프 설치
9. 밸브, 교차점 등 설치
10. 파이프 및 트렌치 덮기
11. 테스트: 건설이 완료되면 새로운 파이프라인은 구조적 무결성을 보장하기 위한 테스트를 거친다. 여기에는 수압 테스트 및 라인 패킹이 포함될 수 있다.[44]

러시아는 후방 서비스의 일부로 "파이프라인 부대"를 보유하고 있으며, 이들은 파이프라인을 건설하고 수리하도록 훈련받는다. 러시아는 파이프라인 부대를 보유한 유일한 국가이다.
미국 정부는 주로 EPA, FERC 등을 통해 청정수법, 국가환경정책법 및 기타 법률, 그리고 일부 경우 시 조례를 준수하기 위해 제안된 파이프라인 프로젝트를 검토한다. 바이든 행정부는 해당 주 및 부족 단체가 제안된 프로젝트를 평가하고 잠재적으로 차단할 수 있도록 허용하려고 노력했다.

## 운영
현장 장치는 계측, 데이터 수집 장치 및 통신 시스템이다. 현장 계측은 관련 데이터를 측정하는 데 필요한 유량, 압력, 온도 게이지/송신기 및 기타 장치를 포함한다. 이러한 장비는 주입 또는 송출 스테이션, 펌프 스테이션(액체 파이프라인) 또는 압축기 스테이션(가스 파이프라인), 블록 밸브 스테이션과 같은 특정 위치의 파이프라인을 따라 설치된다.
이러한 현장 장비로 측정된 정보는 위성 채널, 마이크로파 링크 또는 휴대 전화 연결과 같은 통신 시스템을 사용하여 현장 데이터를 실시간으로 중앙 위치로 전송하는 로컬 원격 터미널 장치(RTU)에 수집된다.
파이프라인은 일반적으로 "주 제어실"로 알려진 곳에서 원격으로 제어 및 운영된다. 이 센터에서는 현장 측정과 관련된 모든 데이터가 하나의 중앙 데이터베이스에 통합된다. 데이터는 파이프라인을 따라 여러 RTU에서 수신된다. 파이프라인을 따라 모든 스테이션에 RTU가 설치되어 있는 것을 흔히 볼 수 있다.

파이프라인을 위한 SCADA 시스템

주 제어실의 스카다 시스템은 모든 현장 데이터를 수신하여 파이프라인 운영자에게 일련의 화면 또는 인간-기계 인터페이스를 통해 파이프라인의 운영 조건을 보여준다. 운영자는 라인의 유압 조건을 모니터링하고, 스카다 시스템을 통해 현장으로 운영 명령(밸브 개폐, 압축기 또는 펌프 켜기/끄기, 설정값 변경 등)을 보낼 수 있다.
이러한 자산의 운영을 최적화하고 안전하게 보호하기 위해 일부 파이프라인 회사들은 스카다 시스템 위에 설치된 소프트웨어 도구인 "고급 파이프라인 애플리케이션"을 사용하고 있으며, 이는 누출 감지, 누출 위치 파악, 배치 추적(액체 라인), 피그 추적, 구성 추적, 예측 모델링, 선행 모델링 및 운영자 교육과 같은 확장된 기능을 제공한다.

## 기술

### 구성 요소

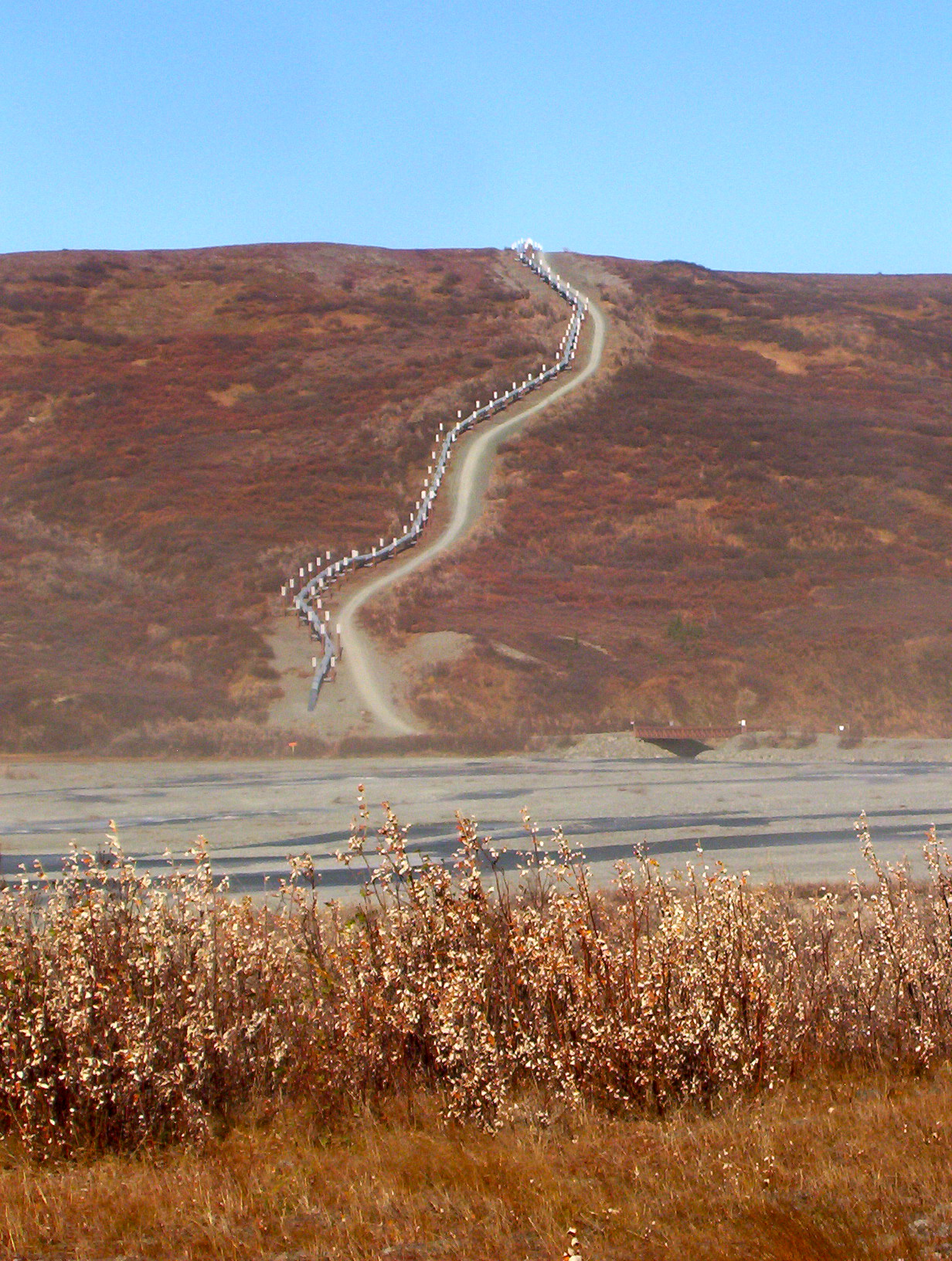
타나나강을 가로질러 알래스카산맥의 능선을 넘는 트랜스 알래스카 파이프라인

파이프라인 네트워크는 제품을 한 위치에서 다른 위치로 이동시키기 위해 함께 작동하는 여러 장비로 구성된다. 파이프라인 시스템의 주요 요소는 다음과 같다.
초기 주입 스테이션"공급" 또는 "입구" 스테이션으로도 알려져 있으며, 제품이 라인에 주입되는 시스템의 시작 지점이다. 저장 시설, 펌프 또는 압축기가 일반적으로 이러한 위치에 있다.
압축기/펌프 스테이션액체 파이프라인용 펌프와 가스 파이프라인용 압축기는 제품을 파이프라인을 통해 이동시키기 위해 라인을 따라 배치된다. 이러한 스테이션의 위치는 지형의 지형, 운송되는 제품의 유형 또는 네트워크의 작동 조건에 따라 결정된다.
부분 배송 스테이션"중간 스테이션"으로도 알려진 이 시설은 파이프라인 운영자가 운송되는 제품의 일부를 배송할 수 있도록 한다.
블록 밸브 스테이션이들은 파이프라인의 1차 보호 장치이다. 이 밸브를 통해 운영자는 유지 보수 작업을 위해 라인의 어떤 부분도 격리하거나 파열 또는 누출을 격리할 수 있다. 블록 밸브 스테이션은 파이프라인 유형에 따라 일반적으로 20~30 마일 (48 km)마다 배치된다. 이는 설계 규칙은 아니지만, 액체 파이프라인에서 매우 일반적인 관행이다. 이러한 스테이션의 위치는 전적으로 운송되는 제품의 특성, 파이프라인의 경로 및 라인의 작동 조건에 따라 달라진다.
조절 스테이션이는 특수 유형의 밸브 스테이션으로, 운영자가 라인의 압력 중 일부를 방출할 수 있다. 조절기는 일반적으로 피크의 내리막길에 위치한다.
최종 배송 스테이션"출구" 스테이션 또는 터미널로도 알려져 있으며, 이곳에서 제품이 소비자에게 배포된다. 이는 액체 파이프라인용 탱크 터미널이거나 가스 파이프라인용 배급 네트워크로의 연결일 수 있다.

### 누출 감지 시스템
석유 및 가스 파이프라인은 거의 모든 국가의 경제 발전에 중요한 자산이므로, 정부 규제 또는 내부 정책에 따라 자산, 인구 및 파이프라인이 통과하는 환경의 안전을 보장해야 한다.
파이프라인 회사들은 정부 규제, 환경 제약 및 사회적 상황에 직면한다. 정부 규제는 운영을 담당하는 최소 인력, 운영자 교육 요건, 파이프라인 시설, 운영 안전을 보장하는 데 필요한 기술 및 애플리케이션을 정의할 수 있다. 예를 들어, 워싱턴주에서는 파이프라인 운영자가 최대 유량의 8%의 누출을 15분 이내에 감지하고 위치를 파악할 수 있어야 한다. 사회적 요인 또한 파이프라인 운영에 영향을 미친다. 제품 절도 또한 파이프라인 회사에게 문제가 되기도 한다. 이 경우 감지 수준은 최대 유량의 2% 미만이어야 하며, 위치 정확도에 대한 높은 기대치가 있어야 한다.
파이프라인을 모니터링하기 위해 물리적으로 선을 걷는 것부터 위성 감시에 이르기까지 다양한 기술과 전략이 구현되었다. 파이프라인을 가끔 발생하는 누출로부터 보호하는 가장 일반적인 기술은 CPM(Computational Pipeline Monitoring)이다. CPM은 압력, 유량, 온도와 관련된 현장 정보를 사용하여 운송되는 제품의 유압적 거동을 추정한다. 추정이 완료되면 결과는 누출과 관련될 수 있는 이상 또는 예상치 못한 상황의 존재를 감지하기 위해 다른 현장 참조와 비교된다.
미국석유협회(API)는 액체 파이프라인에서 CPM의 성능과 관련된 여러 논문을 발표했다. API 간행물은 다음과 같다.
- RAM 1130 – 액체 파이프라인용 전산 파이프라인 모니터링
- API 1149 – 파이프라인 변수 불확실성 및 누출 감지 가능성에 미치는 영향

도로나 철도 아래를 지나가는 파이프라인에는 일반적으로 보호 케이싱이 씌워진다. 이 케이싱은 가연성 가스나 부식성 물질이 축적되는 것을 방지하고, 누출을 감지하기 위해 케이싱 내부의 공기를 샘플링할 수 있도록 대기로 배기된다. 지면에서 돌출된 파이프인 케이싱 통풍구는 종종 케이싱 통풍구 마커라고 불리는 경고 표지 역할도 한다.

## 구현
파이프라인은 일반적으로 온도가 덜 가변적이기 때문에 지하에 매설된다. 파이프라인은 보통 금속으로 되어 있어 날씨 변화로 인해 발생할 수 있는 팽창과 수축을 줄이는 데 도움이 된다. 그러나 경우에 따라서는 파이프라인 교량을 통해 계곡이나 강을 건너야 할 필요가 있다. 중앙 난방 시스템용 파이프라인은 종종 지상이나 머리 위로 설치된다. 트랜스 알래스카 파이프라인과 같이 영구 동토층을 통과하는 석유 파이프라인은 뜨거운 석유로 인해 얼어붙은 땅이 녹아 파이프라인이 땅속으로 가라앉는 것을 방지하기 위해 종종 머리 위로 설치된다.

## 유지보수
파이프라인 유지보수에는 적절한 범위의 음극 보호 수준 확인, 건설, 침식 또는 누출에 대한 도보, 육상 차량, 보트 또는 항공 감시, 그리고 파이프라인에 부식성 물질이 운반될 경우 청소 피그 작동이 포함된다.
미국 파이프라인 유지보수 규칙은 미국연방규정집(CFR) 섹션, 즉 천연가스 파이프라인의 경우 49 CFR 192, 석유 액체 파이프라인의 경우 49 CFR 195에 규정되어 있다.

## 규제

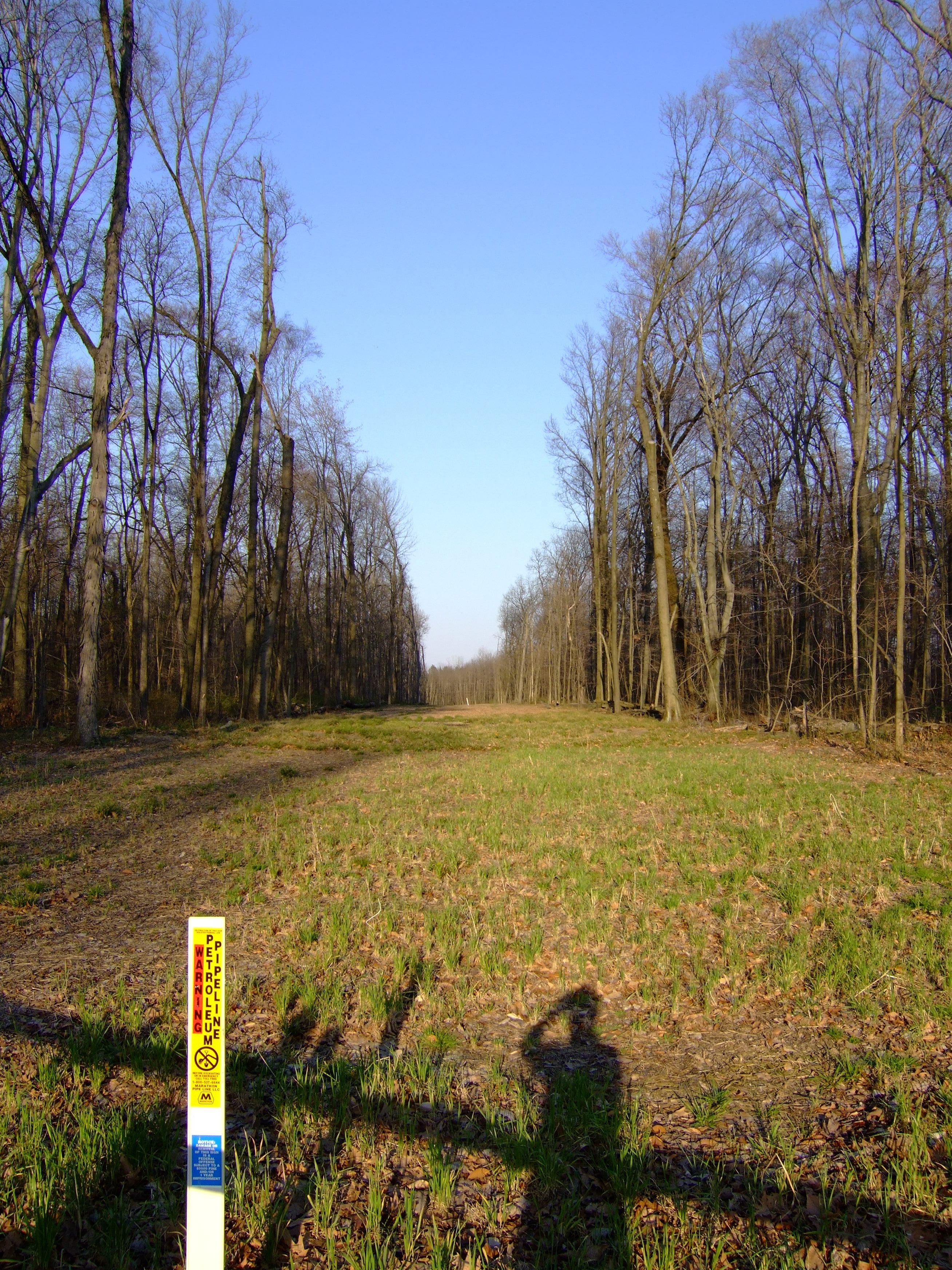
공원 내를 지나가는 지하 송유관

미국에서는 석유 및 가스 운송에 사용되는 육상 및 해상 파이프라인은 미국 파이프라인 및 유해 물질 안전국(PHMSA)의 규제를 받는다. 특정 해상 석유 및 가스 생산 파이프라인은 광물관리청(MMS)의 규제를 받는다. 캐나다에서는 파이프라인이 주 경계를 넘거나 캐나다-미국 국경을 넘을 경우 주 규제 기관 또는 캐나다 에너지국(NEB)의 규제를 받는다. 캐나다와 미국의 정부 규제는 지하 연료 파이프라인이 부식으로부터 보호되어야 한다고 요구한다. 종종, 부식 제어의 가장 경제적인 방법은 파이프라인 코팅과 음극 보호 및 파이프라인 모니터링 기술을 함께 사용하는 것이다. 지상에서는 음극 보호가 옵션이 아니다. 코팅은 유일한 외부 보호이다.

## 파이프라인과 지정학

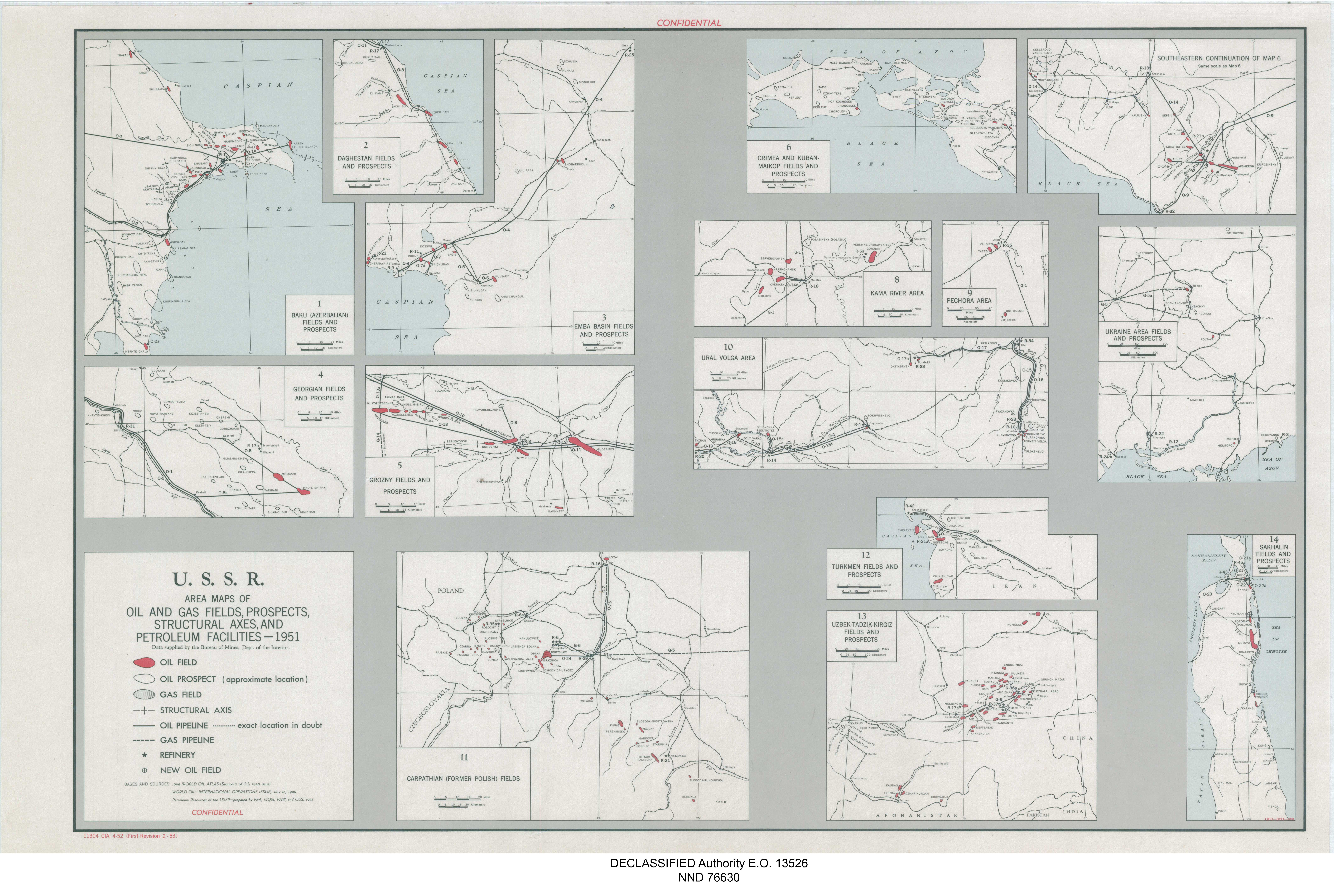
미국 CIA의 소련 파이프라인 인프라 지도 (1951)

주요 에너지 자원(석유 및 천연가스)을 위한 파이프라인은 단순한 무역 요소가 아니다. 이들은 지정학 및 국제안보 문제와도 연결되며, 석유 및 가스 파이프라인의 건설, 배치, 통제는 종종 국가 이익과 행동에서 두드러지게 나타난다. 파이프라인 정치의 주목할 만한 사례는 2009년 초에 발생했는데, 이때 가격 논란으로 인해 러시아와 우크라이나 사이에 주요 정치적 위기가 발생했다. 러시아 국영 가스 회사 가스프롬은 우크라이나 정부와의 협상이 결렬된 후 우크라이나로의 천연가스 공급을 중단했다. 우크라이나로의 공급 중단 외에도 우크라이나를 통해 흐르는 러시아 가스—이는 남동유럽의 거의 모든 공급량과 중앙 및 서유럽의 일부 공급량을 포함—도 중단되어 러시아 가스에 크게 의존하는 여러 국가에서 주요 위기를 초래했다. 러시아는 이 분쟁을 다른 강대국, 특히 유럽 연합이 "근접한 해외"에 개입하는 것을 막기 위한 수단으로 사용했다는 비난을 받았다.

## 위험 식별
희석 비투멘의 용매 성분은 일반적으로 나프타 및 벤젠과 같은 휘발성 방향족 탄화수소로 구성되어 있으므로, 지상 누출 후에는 상당히 빠르게 기화가 발생하여 시기적절한 개입이 가능하며, 이후에는 천천히 이동하는 점성 잔류물만 남게 된다. 석유화학제품 증기 노출을 최소화하기 위한 효과적인 프로토콜은 잘 확립되어 있으며, 파이프라인에서 유출된 석유는 불완전한 복구 후 다른 운반체(예: 집중 호우)가 유입되지 않는 한 대수층에 도달할 가능성은 낮다.
벤젠과 기타 휘발성 유기 화합물(총칭 BTEX)이 지하 환경으로 유입되는 것은 파이프라인 누출로 인한 위협을 가중시킨다. 특히 비가 뒤따를 경우, 파이프라인 파열은 BTEX 용해 및 물 속 벤젠의 화학 평형을 초래하고, 이 혼합물이 퍼컬레이션을 통해 대수층으로 침투하게 된다. 벤젠은 많은 건강 문제를 유발할 수 있으며, 발암 물질로 음용수의 EPA 최대 오염물질 기준 (MCL)은 5 μg/L로 설정되어 있다. 잘 연구되지는 않았지만, 단일 벤젠 노출 사건이 급성 발암과 연관되어 있다는 연구 결과도 있다. 또한, 가축, 주로 소가 벤젠에 노출되면 신경독성, 태아 손상 및 치명적인 중독과 같은 많은 건강 문제가 발생하는 것으로 나타났다.
지상 파이프라인의 전체 표면은 재료 파손 여부를 직접 검사할 수 있다. 고인 석유는 명확하며 쉽게 발견되며, 필요한 수리 위치를 나타낸다. 원격 검사의 효율성은 모니터링 장비 비용, 센서 간의 간격, 해석이 필요한 데이터에 의해 제한되므로, 매설된 파이프의 작은 누출은 때때로 감지되지 않을 수 있다.
파이프라인 개발자는 누출에 대한 효과적인 감시를 항상 우선시하지는 않는다. 매설된 파이프는 불만이 적다. 이들은 단열되어 주변 온도의 극단적인 변화로부터 보호되며, 자외선으로부터 차단되고 광분해에 덜 노출된다. 매설된 파이프는 공기 중의 파편, 뇌우, 토네이도, 허리케인, 우박, 산성비로부터 격리된다. 이들은 둥지를 짓는 새, 발정기의 포유류, 길 잃은 사냥감으로부터 보호된다. 매설된 파이프는 사고 피해(예: 자동차 사고)에 덜 취약하며, 반달, 사보타주범 및 테러리스트에게 접근하기 어렵다.

## 노출

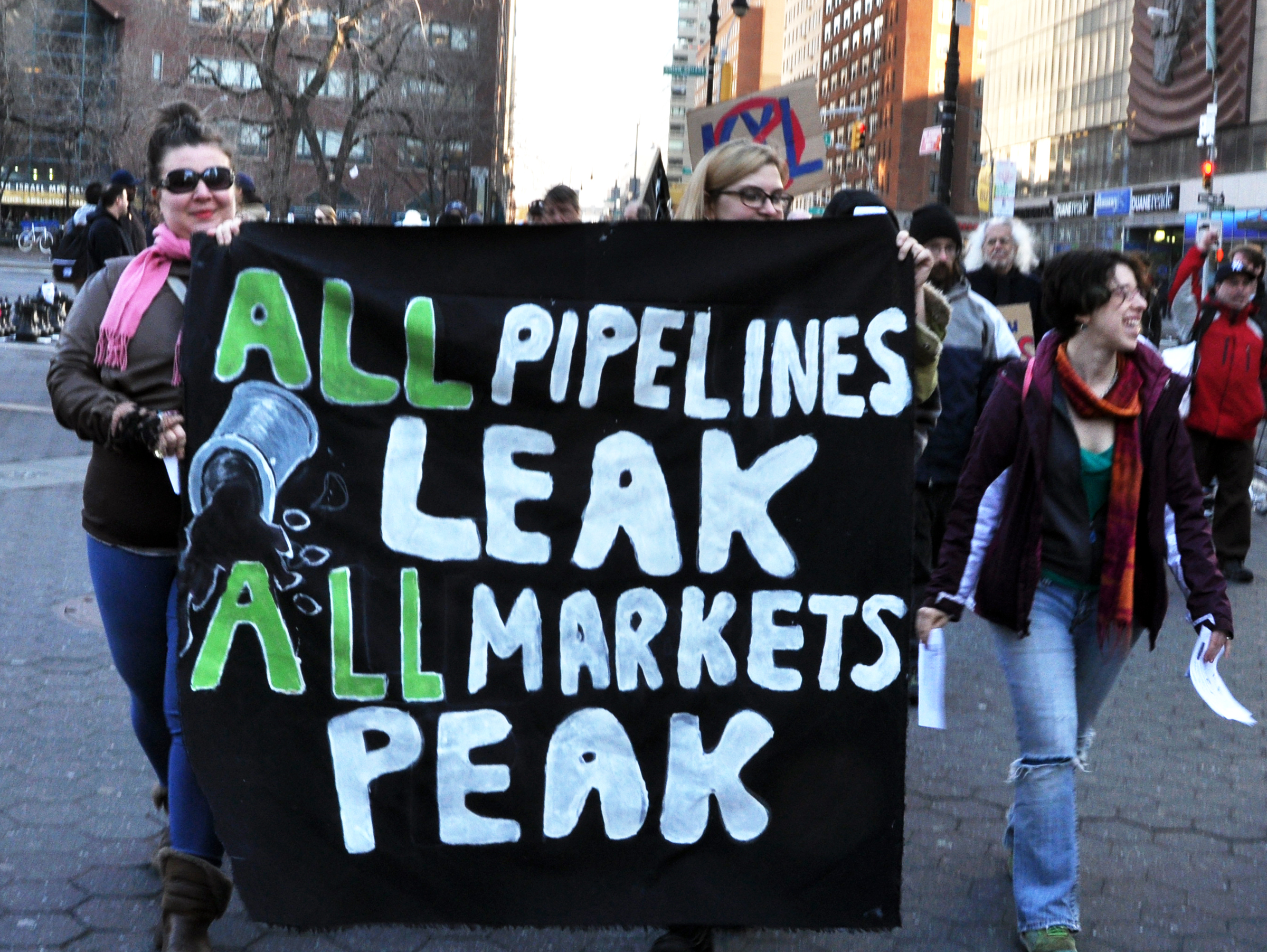
키스톤 파이프라인 반대 시위

이전 연구는 '최악의 노출 시나리오'가 특정 조건으로 제한될 수 있음을 보여주었다. 트랜스캐나다가 개발한 고급 감지 방법 및 파이프라인 차단 SOP를 기반으로 할 때, 지하수를 벤젠으로 오염시키는 상당하거나 대량의 단기간 누출 위험은 낮다. 감지, 차단 및 복구 절차는 벤젠의 용해 및 운송을 제한할 것이다. 따라서 벤젠 노출은 검출 한계 미만이며 장기간 감지되지 않는 누출에 한정될 것이다. 누출 감지는 스카다 시스템을 통해 모니터링되며, 이는 5초마다 압력 및 유량 흐름을 평가한다. 스카다 시스템으로 감지할 수 없는 소량의 누출(흐름의 1.5% 미만)은 상당한 유출로 축적될 수 있다. 핀홀 누출은 시각적 또는 후각 검사, 항공 측량 또는 질량-잔고 불일치를 통해 감지될 것이다. 핀홀 누출은 14일 검사 주기 내에 발견된다고 가정하지만, 눈 덮개 및 위치(예: 외딴 곳, 깊은 곳)는 감지를 지연시킬 수 있다. 벤젠은 일반적으로 석유의 0.1 – 1.0%를 차지하며, 환경 요인에 따라 다양한 수준의 휘발성 및 용해도를 가질 것이다.
스카다 시스템의 감지 한계 내에 있는 파이프라인 누출량이라 할지라도, 파이프라인 운영자가 이를 펌프 오작동이나 다른 문제로 오해하는 경우가 있다. 2010년 7월 25일 미시간주 마셜에서 발생한 엔브리지 6B호 원유 파이프라인 파열 사고는 에드먼턴의 운영자들이 파이프라인 내 희석 비투멘의 기둥 분리로 인한 것으로 생각했다. 카라마주강을 따라 습지에서 발생한 누출은 사고 발생 17시간 후에 지역 가스 회사 직원에 의해서야 확인되었다.

### 누출 빈도-용량
미국 파이프라인 및 유해 물질 안전국(PHMSA)은 누출 수를 추정하기 위한 표준 기준 사고 빈도를 가지고 있지만, 트랜스캐나다는 개선된 파이프라인 설계, 운영 및 안전을 기반으로 이러한 가정을 변경했다. 이러한 조정이 정당한지는 논쟁의 여지가 있는데, 이러한 가정이 누출 추정치를 거의 10배 감소시켰기 때문이다. 파이프라인이 오갈라라 대수층의 247마일(전체 파이프라인 길이의 14.5%)을 가로지르며, 전체 파이프라인의 50년 수명 동안 11~91건의 누출이 예상된다는 점을 감안할 때, 대수층 위에서 약 1.6~13.2건의 누출이 발생할 것으로 예상할 수 있다. 대수층 위에서 13.2건의 누출이 각각 14일 동안 지속된다고 추정하면, 파이프라인의 50년 수명 동안 잠재적 노출 기간은 184일이 된다.
축소된 범위의 최악의 노출 시나리오에서, 최대 유량의 1.5%인 핀홀 누출이 14일 동안 지속될 경우, 누출량은 189,000배럴 또는 790만 갤런의 석유로 추정된다. PHMSA의 사고 데이터베이스에 따르면, 지난 10년간 발생한 모든 누출 중 0.5%만이 10,000배럴을 초과했다.

### 벤젠의 이동 및 운송
벤젠은 용해도가 높고 휘발성이 높은 경질 방향족 탄화수소로 간주된다. 온도와 깊이가 벤젠의 휘발성에 어떤 영향을 미치는지 명확하지 않으므로, 기름 속 벤젠(무게 대비 1% 부피)이 물과 평형을 이루기 전에 휘발되지 않을 것이라고 가정했다.
옥탄올-물 분배 계수와 해당 지역의 100년 강수량 사건을 사용하여, 벤젠이 대수층으로 흘러갈 최악의 경우 추정치는 75 mg/L로 예상된다. 지하수 시스템을 통한 플룸의 실제 이동은 잘 설명되어 있지 않지만, 오갈랄라 대수층의 최대 49억 갤런의 물이 MCL 이상의 농도로 벤젠에 오염될 수 있다는 한 가지 추정치가 있다. 국무부의 최종 환경 영향 보고서는 대부분의 벤젠이 휘발될 것이라고 가정했기 때문에 정량적 분석을 포함하지 않는다.

### 이전 희석 비투멘 유출 복구의 어려움
희석 비투멘에 대한 주요 우려 사항 중 하나는 청소가 어렵다는 점이다. 앞서 언급된 2010년 미시간주 마셜에서 발생한 엔브리지 6B호 원유 파이프라인 파열 사고 시, 최소 843,000갤런의 희석 비투멘이 유출되었다. 누출이 감지된 후 붐과 진공 트럭이 배치되었다. 폭우로 인해 강물이 기존 댐을 범람했고, 유출물이 30마일 하류로 흘러가기 전까지 누출이 억제되었다. 복구 작업으로 110만 갤런 이상의 기름과 약 200,000입방 야드의 기름 오염 퇴적물 및 잔해가 카라마주강 시스템에서 수거되었다. 그러나 2012년 10월에도 영향을 받은 수역에서 기름이 여전히 발견되고 있었다.

## 사고 및 위험
파이프라인은 한 국가의 경제적 안녕을 보장하는 데 도움이 되므로 테러리스트나 전시 적국의 표적이 될 가능성이 있다.
화석 연료는 파이프라인, 철도, 트럭 또는 선박으로 운송될 수 있지만, 천연가스는 차량 운송을 경제적으로 만들기 위해 압축 또는 액화가 필요하다. 이 네 가지 운송 수단으로 원유를 운송할 때, 다양한 보고서는 파이프라인이 철도 및 트럭보다 비례적으로 인명 피해 및 재산 피해가 적고, 트럭보다 기름 유출이 적다고 평가한다.

### 사고
천연가스나 석유와 같이 인화성 또는 폭발성 물질을 운송하는 파이프라인은 특별한 안전 문제를 야기한다. 부식, 압력, 장비 고장이 일반적인 원인이지만, 굴착으로 인한 손상도 주요 사고 유형 중 하나이며, 파이프라인 근처에서 굴착하기 전에 811에 전화하여 방지할 수 있다.
- 1965년 – 3월 4일 루이지애나주 나치토체스 북쪽의 32인치 가스 송전 파이프라인(테네시 가스 파이프라인 소유)이 응력 부식 균열로 폭발하여 17명이 사망했다. 최소 9명이 부상당했으며, 파열 지점에서 450피트 떨어진 주택 7채가 파괴되었다. 이 사고와 당시의 다른 사고들로 인해 린든 B. 존슨 당시 대통령은 1967년 국가 파이프라인 안전 기관 설립을 촉구했다. 같은 파이프라인은 1965년 파열 지점에서 불과 930피트(280m) 떨어진 곳에서 1955년 5월 9일에도 폭발 사고가 있었다.[62][63]
- 1976년 6월 16일 – 캘리포니아주 로스앤젤레스에서 도로 공사 중인 작업팀이 휘발유 파이프라인을 파열시켰다. 휘발유가 지역 전역에 분사되었고, 곧 불이 붙어 9명이 사망하고 최소 14명이 부상당했다. 공사 현장에서 파이프라인 깊이에 대한 혼란이 사고의 원인 중 하나인 것으로 보였다.[64]
- 1989년 6월 4일 – 우파 철도 참사: 러시아 우파 (도시) 근처에서 두 대의 지나가던 열차에서 발생한 불꽃이 LPG 파이프라인에서 누출된 가스를 점화시켜 폭발했다. 최소 575명이 사망한 것으로 보고되었다.
- 1998년 10월 17일 – 1998년 제시 파이프라인 폭발 사고: 나이지리아 나이저강 삼각주의 제시에서 석유 파이프라인이 폭발하여 약 1,200명의 마을 주민들이 사망했으며, 일부는 휘발유를 약탈하다 변을 당했다.
- 1999년 6월 10일 – 워싱턴주 벨링햄 공원에서 파이프라인이 파열되어 277,200갤런의 휘발유가 유출되었다. 휘발유가 점화되어 폭발이 발생하여 어린이 두 명과 성인 한 명이 사망했다. 파이프라인의 오작동과 이전에 손상되었지만 발견되지 않은 파이프 구간이 파열의 원인으로 지목되었다.[65]
- 2000년 8월 19일 – 뉴멕시코주 칼즈배드 근처에서 천연가스 파이프라인 파열 및 화재가 발생하여 12명의 가족 구성원이 사망했다. 원인은 파이프라인의 심각한 내부 부식 때문이었다.[66]
- 2004년 7월 30일 – 벨기에 아투스 근처 기슬랭기앵에서 대규모 천연가스 파이프라인이 폭발하여 최소 24명이 사망하고 132명이 부상당했으며, 일부는 중태에 빠졌다.
- 2006년 5월 12일 – 나이지리아 라고스 외곽에서 송유관이 파열되었다. 최대 200명이 사망했을 것으로 추정된다. 나이지리아 유전 폭발 사고 참조.
- 2007년 11월 1일 – 미시시피주 머리디언 남쪽 약 30 마일 (48 km) 지점의 카마이클 근처에서 프로판 파이프라인이 폭발했다. 두 명이 즉사하고 네 명이 추가로 부상당했다. 여러 가옥이 파괴되었고 60가구가 이재민이 되었다. 이 파이프라인은 엔터프라이즈 프로덕츠 파트너스 LP 소유이며, 텍사스주 몬트 벨뷰에서 노스캐롤라이나주 에이펙스까지 이어진다. 1971년 이전 ERW(전기 저항 용접) 이음매 용접 파이프의 결함을 찾을 수 없었던 것이 사고의 한 원인으로 작용했다.[67][68]
- 2010년 9월 9일 – 2010년 샌 브루노 파이프라인 폭발 사고: 퍼시픽 가스 앤드 일렉트릭 컴퍼니 소유의 30인치 직경 고압 천연가스 파이프라인이 샌프란시스코 국제공항 서쪽 3.2km (2마일) 떨어진 크레스트무어 주거 지역에서 폭발하여 8명이 사망하고 58명이 부상당했으며 38채의 주택이 파괴되었다. 파이프라인의 품질 관리 불량과 이전에 손상된 파이프 섹션이 발견되지 않은 것이 사고의 원인으로 지목되었다.[69]
- 2014년 6월 27일 – 인도 안드라프라데시주 동고다바리 지구 나가람 마을에서 천연가스 파이프라인이 파열되어 폭발이 발생하여 16명이 사망하고 "수십 채의 집"이 파괴되었다.[70]
- 2014년 7월 31일 – 7월 31일 밤, 중화민국 가오슝시에서 지하 가스 파이프라인에서 시작된 일련의 폭발이 발생했다. 누출된 가스가 여러 주요 도로를 따라 하수도를 채웠고, 그 결과 발생한 폭발로 수 킬로미터의 도로 표면이 깊은 도랑으로 변하여 차량과 잔해가 공중으로 솟아올랐고, 넓은 지역에 화재가 발생했다. 최소 32명이 사망하고 321명이 부상당했다.[71][72]

### 표적으로서
파이프라인은 반달리즘, 사보타주 또는 심지어 테러 공격의 표적이 될 수 있다. 예를 들어, 2011년 초부터 2012년 7월까지 이집트와 이스라엘, 요르단을 연결하는 천연가스 파이프라인은 15차례 공격을 받았다. 2019년, 멕시코시티 북쪽의 연료 파이프라인이 연료 절도범들이 라인을 건드린 후 폭발했다. 최소 66명이 사망한 것으로 보고되었다. 전쟁 시에는 파이프라인이 종종 군사 공격의 표적이 되는데, 파이프라인 파괴가 적의 물류를 심각하게 방해할 수 있기 때문이다. 2022년 9월 26일, 발트해 아래에서 러시아에서 유럽으로 이어지는 노르트스트림 1 및 노르트스트림 2 파이프라인에서 일련의 폭발과 뒤이은 대규모 가스 누출이 발생했다. 이 누출은 사보타주 행위로 인한 것으로 추정된다.

## 같이 보기
- 파이프라인 목록
- 바이오가스 § 바이오가스 가스 그리드 주입
- 가스 파이프라인의 흑색 분말
- 중앙 가스 시스템
- 석탄 파이프라인
- 지역 난방
- 지자기 유도 전류 (GIC)
- HCNG 디스펜서
- HDPE 파이프
- 핫 태핑
- 유압 작동 파이프라인 피깅
- 수소 파이프라인 수송
- 수압 테스트
- 내륙 석유 분배 시스템
- 파이프라인 총 길이별 국가 목록
- 천연가스 파이프라인 목록
- 파이프라인 사고 목록
- 미국 천연가스 파이프라인 시스템
- 가스 네트워크 시뮬레이션
- 플루토 작전
- 석유 운송
- 피깅
- 파이프라인 교량
- 공기압 튜브, 캡슐에 문서 및 기타 고체 물질을 튜브를 통해 보내는 방법
- 플라스틱 파이프 작업
- 강화 열가소성 파이프
- 러시아-우크라이나 가스 분쟁
- 슬러리 파이프라인
- 현장 분사 파이프
- 트랜스 알래스카 파이프라인 인가법